# ریکسداگ

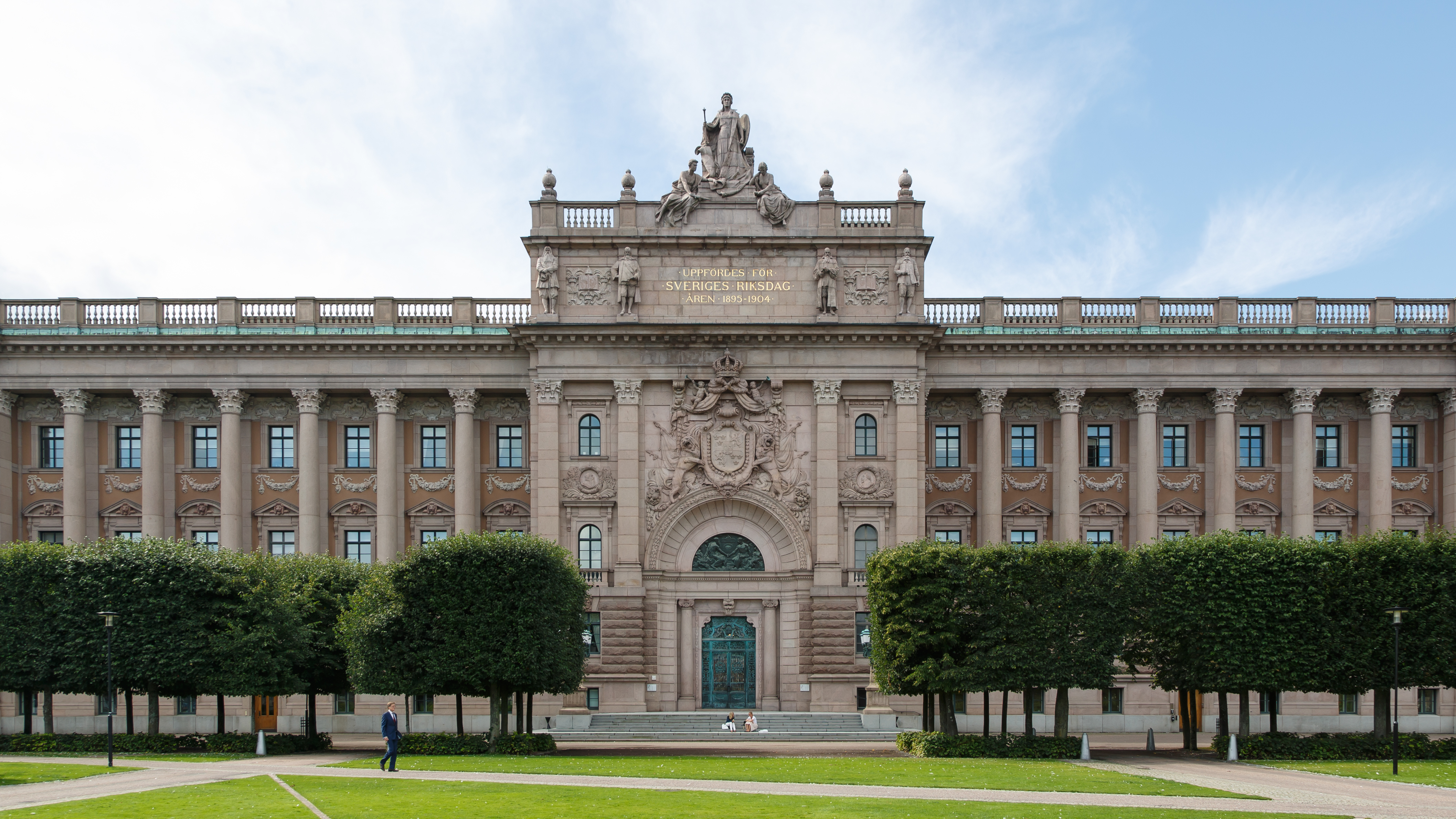
ساختمان پارلمان، محل ریکسداگ از سال ۱۹۰۵

ریکسداگ (به سوئدی: سوئدی: [ˈrɪ̌ksdɑ:(ɡ)] , lit. transl. "مجلس پادشاهی"؛ همچنین سوئدی: riksdagen [ˈrɪ̌ksdan]  یا Sveriges riksdag [ˈsvæ̌rjɛs ˈrɪ̌ksdɑ:(ɡ)] ) پارلمان و نهاد عالی تصمیم‌گیری پادشاهی سوئد است. از سال ۱۹۷۱، ریکسداگ یک پارلمان تک‌مجلسی با ۳۴۹ عضو (riksdagsledamöter) بوده است که به صورت تناسبی انتخاب می‌شوند و از سال ۱۹۹۴، برای دوره‌های ثابت چهار ساله خدمت می‌کنند. انتخابات سراسری سوئد در سال ۲۰۲۲ جدیدترین انتخابات سراسری بوده است.
دستورات قانون اساسی ریکسداگ در «حقوق اولیه» (Regeringsformen) برشمرده شده است و عملکردهای داخلی آن با جزئیات بیشتر در «قانون ریکسداگ» (Riksdagsordningen) مشخص شده است. مقر ریکسداگ در «ساختمان پارلمان» (Riksdagshuset) در جزیره هلگئاندسهولمن در مرکز استکهلم، در گملا ستان، شهر قدیمی استکهلم واقع شده است. ریشه‌های نهادی ریکسداگ در «ریکسداگ اصناف» فئودالی قرار دارد که به‌طور سنتی تصور می‌شود برای اولین بار در سال ۱۴۳۵ در اربوگا گرد هم آمدند. در سال ۱۸۶۶، پس از اصلاحات «قانون اساسی ۱۸۰۹»، آن نهاد به یک قوه مقننه دومجلسی با مجلس بالا (första kammaren) و مجلس پایین (andra kammaren) تبدیل شد.

## نام

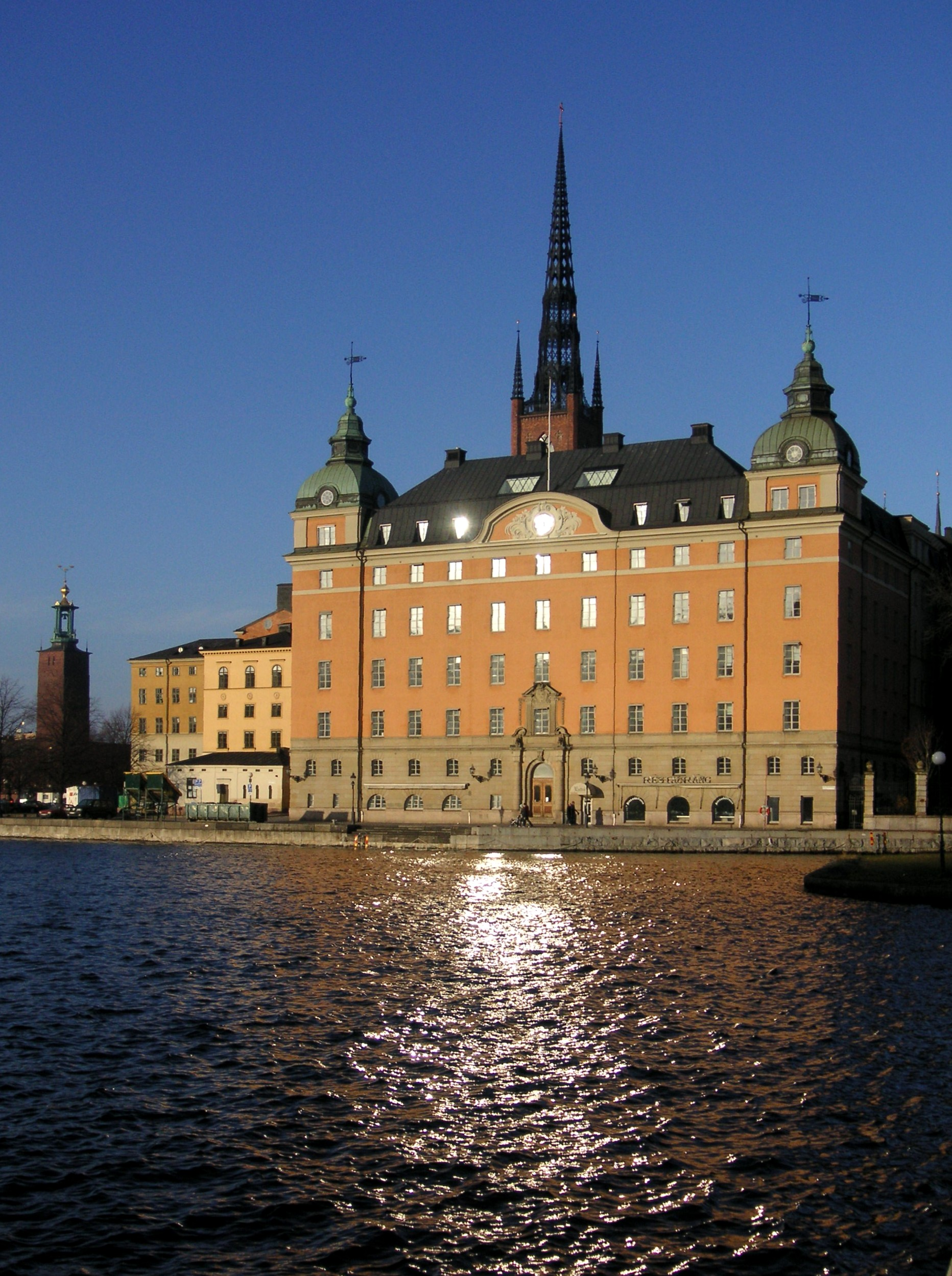
ساختمان قدیمی پارلمان در ریدارهولمن از سال ۱۸۳۳ تا ۱۹۰۵ مقر ریکسداگ بود.

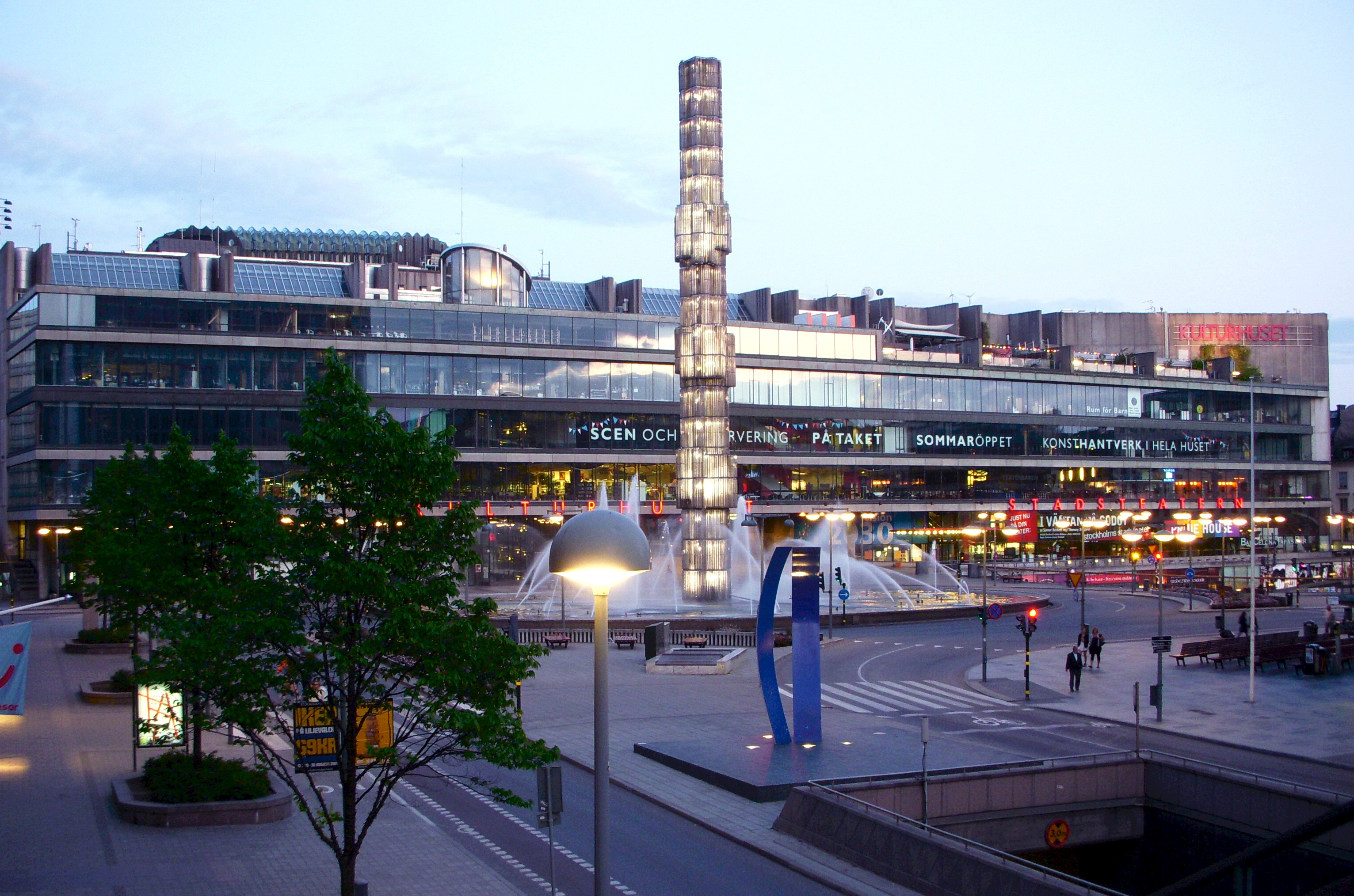
خانه فرهنگ در میدان سرگل از سال ۱۹۷۱ تا ۱۹۸۳ به عنوان مقر موقت ریکسداگ خدمت کرد، در حالی که ساختمان ریکسداگ در هلگئاندسهولمن تحت بازسازی قرار داشت.

کلمه سوئدی riksdag، به صورت معین riksdagen، یک اصطلاح کلی برای «پارلمان» یا «مجمع» است، اما معمولاً فقط برای قوه مقننه سوئد و برخی نهادهای مرتبط استفاده می‌شود. این واژه در میان سوئدی‌ها علاوه بر پارلمان سوئد، برای پارلمان فنلاند و ریگی‌کوگو استونی و همچنین رایشستاگ آلمان و ریگسداگن دانمارک نیز استفاده می‌شود. در استفاده سوئدی، riksdagen معمولاً با حروف بزرگ نوشته نمی‌شود. Riksdag از حالت مضاف rike به معنای قدرت سلطنتی و dag به معنای مجلس یا کنفرانس گرفته شده است؛ کلمه آلمانی Reichstag و کلمه دانمارکی Rigsdag هم‌ریشه هستند. «فرهنگ لغت انگلیسی آکسفورد» استفاده انگلیسی از اصطلاح «ریکسداگ» را در اشاره به مجلس سوئد به سال ۱۸۵۵ ردیابی می‌کند.

## تاریخچه

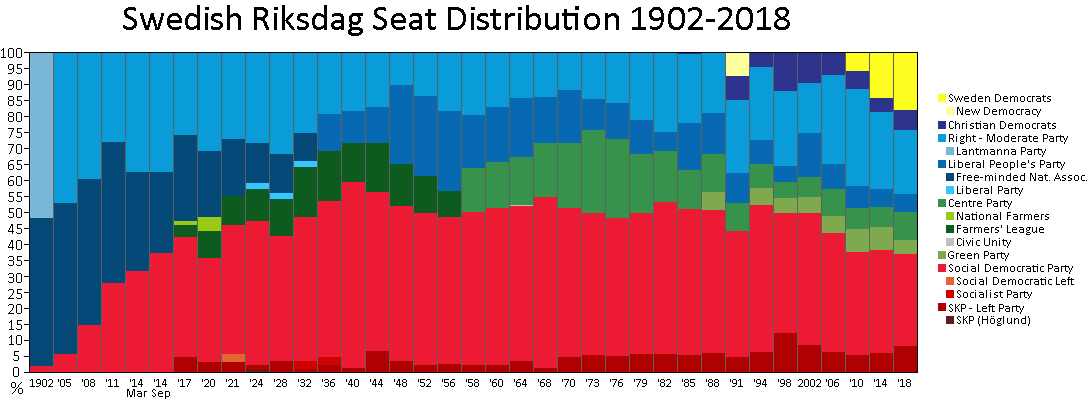
توزیع تاریخی کرسی‌ها در ریکسداگ سوئد ۱۹۰۲–۲۰۱۸

ریشه‌های ریکسداگ مدرن را می‌توان در جلسه ۱۴۳۵ در شهر اربوگا یافت. با این حال، احتمالاً فقط سه صنف حضور داشتند: اشراف، روحانیون و بورژواها. این سازمان غیررسمی در سال ۱۵۲۷ توسط اولین پادشاه مدرن سوئد، گوستاف یکم، اصلاح شد تا نمایندگانی از هر چهار صنف اجتماعی را شامل شود: اشراف، روحانیون، بورژواها (مردم عادی صاحب ملک در شهرها مانند بازرگانان و غیره) و دهقانان (کشاورزان صاحب ملک). این شکل از نمایندگی «Ständestaat» تا سال ۱۸۶۶ ادامه داشت، زمانی که نمایندگی توسط صنف لغو شد و پارلمان دومجلسی مدرن تأسیس شد. با این حال، عملاً تا زمانی که اصول پارلمانی در سال ۱۹۱۷ در سیستم سیاسی سوئد تثبیت شد، به معنای مدرن به پارلمان تبدیل نشد.
در ۲۲ ژوئن ۱۸۶۶، ریکسداگ تصمیم گرفت خود را به عنوان یک قوه مقننه دومجلسی بازسازی کند، متشکل از «Första kammaren» یا مجلس اول با ۱۵۵ عضو و «Andra kammaren» یا مجلس دوم با ۲۳۳ عضو بود. مجلس اول به‌طور غیرمستقیم توسط شوراهای شهرستان و شهر انتخاب می‌شد، در حالی که مجلس دوم مستقیماً با حق رای عمومی انتخاب می‌شد. این اصلاح نتیجه نارضایتی شدید از اصناف قدیمی بود که پس از تغییرات ناشی از آغاز انقلاب صنعتی، دیگر قادر به ارائه نمایندگی برای بخش‌های بزرگی از جمعیت نبود.
با اصلاحیه «قانون اساسی ۱۸۰۹»، انتخابات عمومی سال ۱۹۷۰ اولین انتخابات برای یک مجلس تک‌مجلسی با ۳۵۰ کرسی بود. انتخابات عمومی بعدی برای ریکسداگ تک‌مجلسی در سال ۱۹۷۳، حمایت دولت را فقط از ۱۷۵ عضو به همراه داشت، در حالی که اپوزیسیون می‌توانست نیرویی برابر از ۱۷۵ عضو را بسیج کند. در تعدادی از موارد، رای مساوی حاصل شد و تصمیم نهایی باید با قرعه‌کشی تعیین می‌شد. برای جلوگیری از تکرار این وضعیت بی‌ثبات، تعداد کرسی‌های ریکسداگ از سال ۱۹۷۶ به ۳۴۹ کاهش یافت.

## اختیارات و ساختار
ریکسداگ عملکردهای عادی یک قوه مقننه را در یک دموکراسی پارلمانی انجام می‌دهد. قوانین را تصویب می‌کند، قانون اساسی را اصلاح می‌کند و دولت را منصوب می‌کند. در بیشتر دموکراسی‌های پارلمانی، رئیس دولت به یک سیاستمدار مأموریت می‌دهد تا دولت را تشکیل دهد. تحت قانون اساسی جدید (یکی از چهار قانون اساسی اساسی) که در سال ۱۹۷۴ تصویب شد، این وظیفه از پادشاه سوئد گرفته شد و به رئیس ریکسداگ واگذار شد.
برای ایجاد تغییرات در قانون اساسی تحت قانون اساسی جدید، اصلاحات باید دو بار، در دو دوره انتخاباتی متوالی با یک انتخابات عمومی منظم در این بین، تصویب شوند. ۱۵ کمیته پارلمانی در ریکسداگ وجود دارد.

## عضویت
از سپتامبر ۲۰۲۲، ۱۶۳ عضو یا ۴۶٫۷٪ از ۳۴۹ عضو زن هستند. پنج حزب دارای اکثریت نمایندگی نمایندگان زن در سال ۲۰۲۲ هستند: حزب چپ (۱۷ از ۲۴، ۷۰٫۸٪)، حزب سبز (۱۲ از ۱۸، ۶۶٫۷٪)، لیبرال‌ها (۹ از ۱۶، ۵۶٫۳٪)، حزب مرکز (۱۳ از ۲۴، ۵۴٫۲٪) و حزب سوسیال دموکرات (۵۵ از ۱۰۷، ۵۱٫۴٪). حزبی که کمترین سهم نمایندگان زن را دارد، دموکرات‌های سوئد (۱۸ از ۷۳، ۲۴٫۷٪) است.
اعضای ریکسداگ قانون‌گذاران تمام وقت با حقوق SEK ۷۸۵۰۰ در ماه، از ۱ ژانویه ۲۰۲۵ هستند.
طبق یک بررسی توسط جامعه‌شناس جنی هانسون، اعضای ریکسداگ به‌طور متوسط ۶۶ ساعت در هفته کار می‌کنند، از جمله مسئولیت‌های جانبی. بررسی هانسون همچنین گزارش می‌دهد که اعضای ریکسداگ به‌طور متوسط ۶٫۵ ساعت در شب می‌خوابند.
|  |  |

### هیئت رئیسه
هیئت رئیسه از یک رئیس و سه نایب رئیس تشکیل شده است. آنها برای یک دوره ۴ ساله انتخاب می‌شوند. رئیس اجازه رای دادن ندارد، اما سه معاون اجازه رای دادن دارند.

## دولت
رئیس ریکسداگ پس از گفتگو با رهبران گروه‌های مختلف حزبی در ریکسداگ، نخست‌وزیر (سوئدی: statsminister، به معنای واقعی کلمه وزیر دولت) را معرفی می‌کند. سپس این نامزدی به رای گذاشته می‌شود. نامزدی تنها در صورتی رد می‌شود (به این معنی که رئیس باید نامزد جدیدی پیدا کند) که اکثریت مطلق اعضا (۱۷۵ عضو) رای «نه» بدهند؛ در غیر این صورت، تأیید می‌شود. این بدان معناست که ریکسداگ می‌تواند بدون رای «بله» به نخست‌وزیر رضایت دهد.
پس از انتخاب، نخست‌وزیر وزرای کابینه را منصوب می‌کند و آن‌ها را به ریکسداگ اعلام می‌کند. دولت جدید در یک شورای ویژه که در کاخ سلطنتی در حضور پادشاه برگزار می‌شود، آغاز به کار می‌کند، که در آن رئیس ریکسداگ رسماً به پادشاه اعلام می‌کند که ریکسداگ نخست‌وزیر جدید را انتخاب کرده است و نخست‌وزیر وزرای کابینه خود را انتخاب کرده است.
ریکسداگ می‌تواند رای عدم اعتماد را علیه هر یک از وزرای کابینه (سوئدی: statsråd) صادر کند و در نتیجه استعفا را اجباری کند. برای موفقیت، رای عدم اعتماد باید توسط اکثریت مطلق (۱۷۵ عضو) پشتیبانی شود، در غیر این صورت شکست می‌خورد.
اگر رای عدم اعتماد علیه نخست‌وزیر صادر شود، به این معنی است که کل دولت رد شده است. دولت بازنده یک هفته فرصت دارد تا انتخابات عمومی را فراخواند، در غیر این صورت روند معرفی نخست‌وزیر جدید از نو آغاز می‌شود.

## احزاب
هیچ حزبی از سال ۱۹۶۸ اکثریت مطلق را در ریکسداگ به دست نیاورده است. احزاب سیاسی با برنامه‌های مشابه، در نتیجه، در چندین موضوع همکاری می‌کنند و دولت‌های ائتلافی یا سایر اتحادهای رسمی را تشکیل می‌دهند.
دو بلوک اصلی تا سال ۲۰۱۹ در پارلمان وجود داشت: سوسیالیست/سبز سرخ-سبزها و محافظه‌کار/لیبرال اتحاد برای سوئد. دومی—متشکل از حزب میانه‌رو، لیبرال‌ها، حزب مرکز و دموکرات‌های مسیحی—از سال ۲۰۰۶ تا بیشتر سال ۲۰۱۴ بر سوئد حکومت کرد (پس از ۲۰۱۰ از طریق یک دولت اقلیت). ترکیب سرخ-سبزها در ۲۶ اکتبر ۲۰۱۰ منحل شد، اما تا انتخابات ۲۰۱۴ به عنوان اپوزیسیون اصلی در نظر گرفته می‌شد، پس از آن سوسیال دموکرات‌ها و حزب سبز با حمایت حزب چپ دولت تشکیل دادند.
در سال ۲۰۱۹، پس از انتخابات ۲۰۱۸ که در آن هیچ‌یک از بلوک‌ها اکثریت کرسی‌ها را به دست نیاوردند، سوسیال دموکرات‌ها و حزب سبز با حمایت لیبرال‌ها و حزب مرکز دولت تشکیل دادند و ائتلاف راست میانه را شکستند. در مارس ۲۰۱۹، دموکرات‌های مسیحی و حزب میانه‌رو تمایل خود را برای گفتگو با دموکرات‌های سوئد نشان دادند.

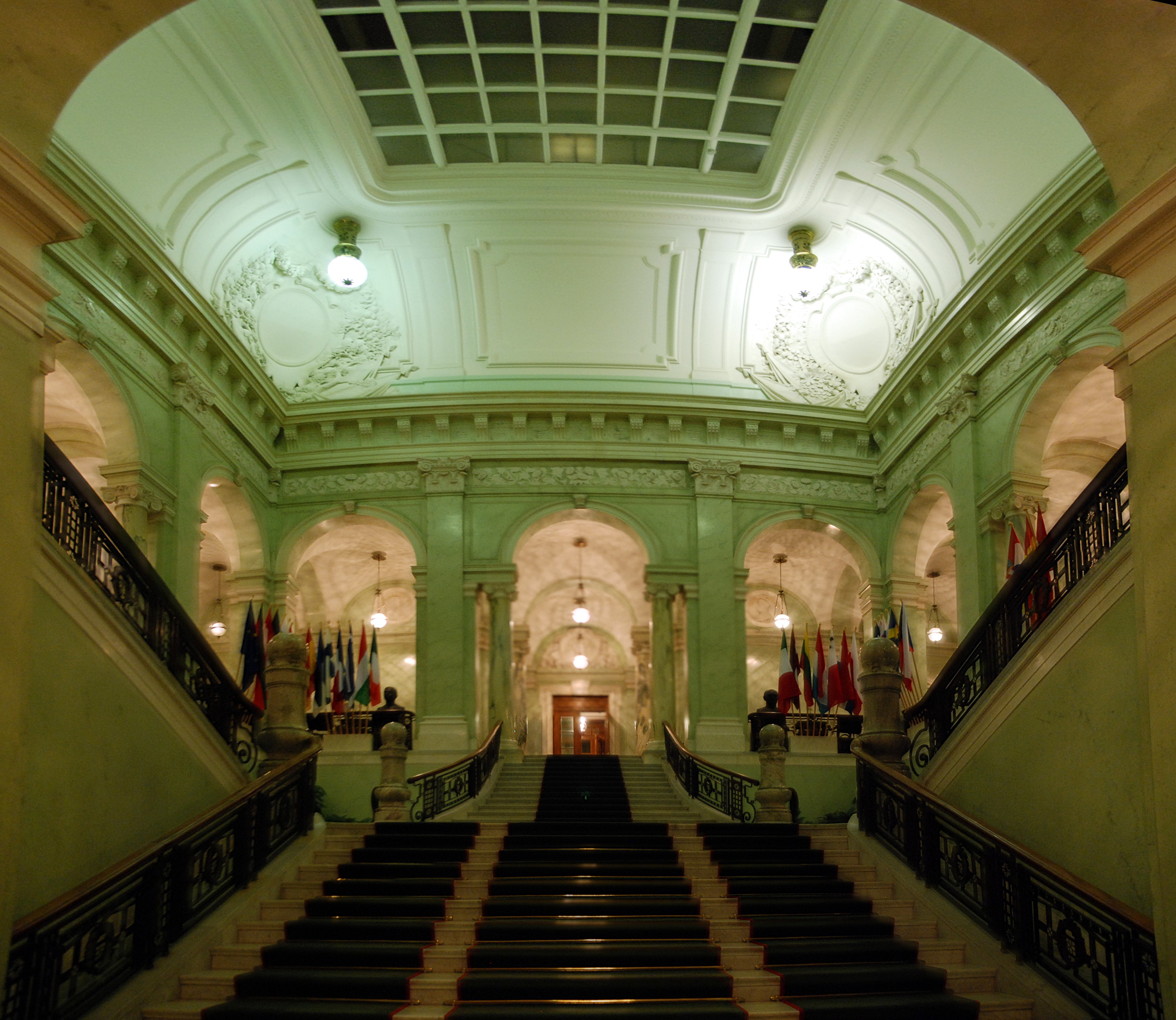
فضای داخلی ساختمان ریکسداگ.

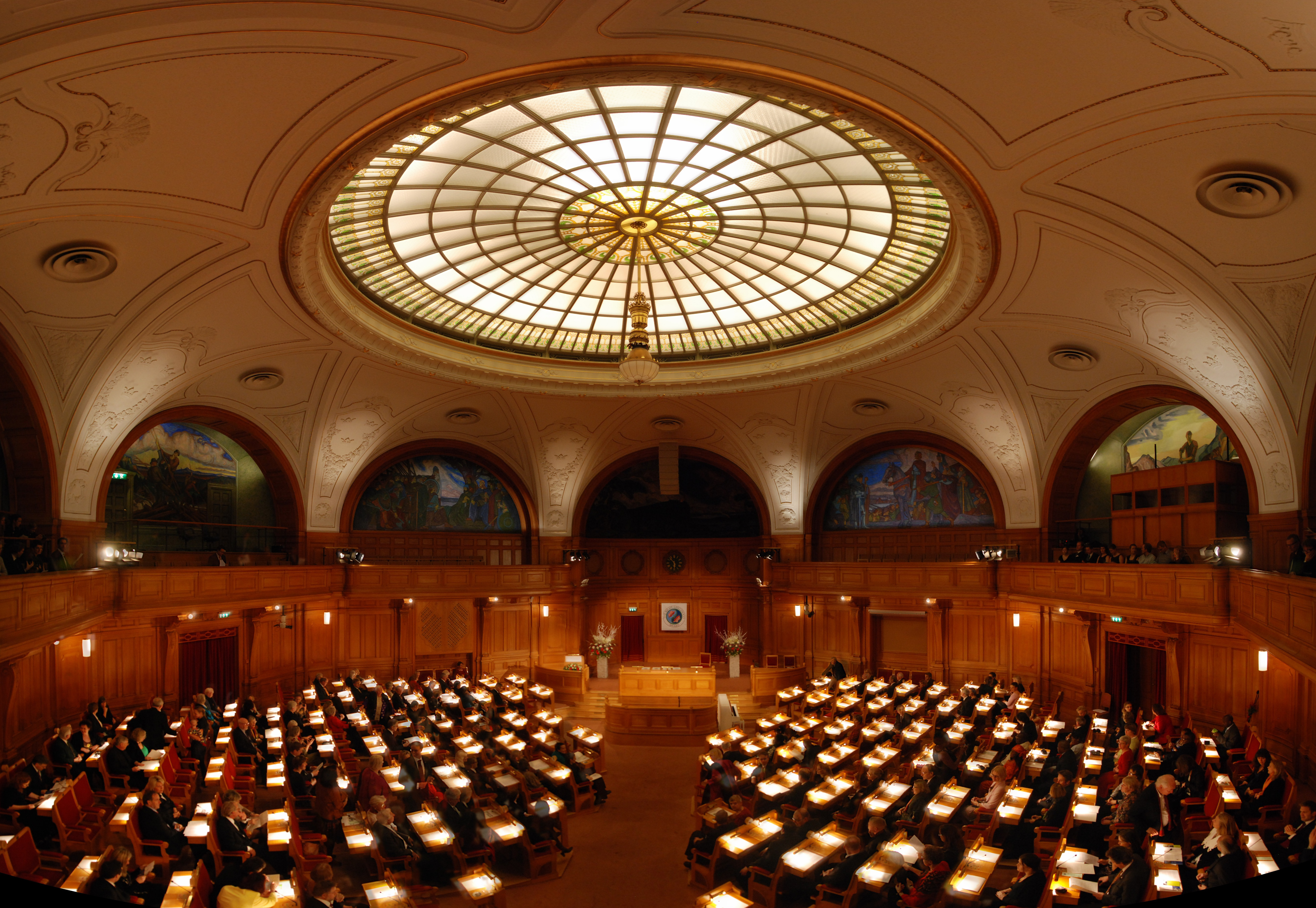
مجلس دوم

|       | حزب سوسیال دموکرات | ماگدالنا اندرسون          | ۱۰۷ | ۳۰٫۷ |     |     |
|       | دموکرات‌های سوئد    | جیمی اکسون                | ۷۳  | ۲۰٫۹ |     |     |
|       | حزب میانه‌رو        | اولف کریسترسون            | ۶۸  | ۱۹٫۵ |     |     |
|       | حزب چپ             | نوشی دادگستر              | ۲۴  | ۶٫۹  |     |     |
|       | حزب مرکز           | محرم دمیروک               | ۲۴  | ۶٫۹  |     |     |
|       | دموکرات مسیحی      | ابا بوش                   | ۱۹  | ۵٫۴  |     |     |
|       | حزب سبز            | آماندا لیند و دانیل هلیدن | ۱۸  | ۵٫۲  |     |     |
|       | لیبرال‌ها           | یوهان پهرسون              | ۱۶  | ۴٫۶  |     |     |
| مجموع | مجموع              | مجموع                     |     |      | ۳۴۹ | ۱۰۰ |

## انتخابات

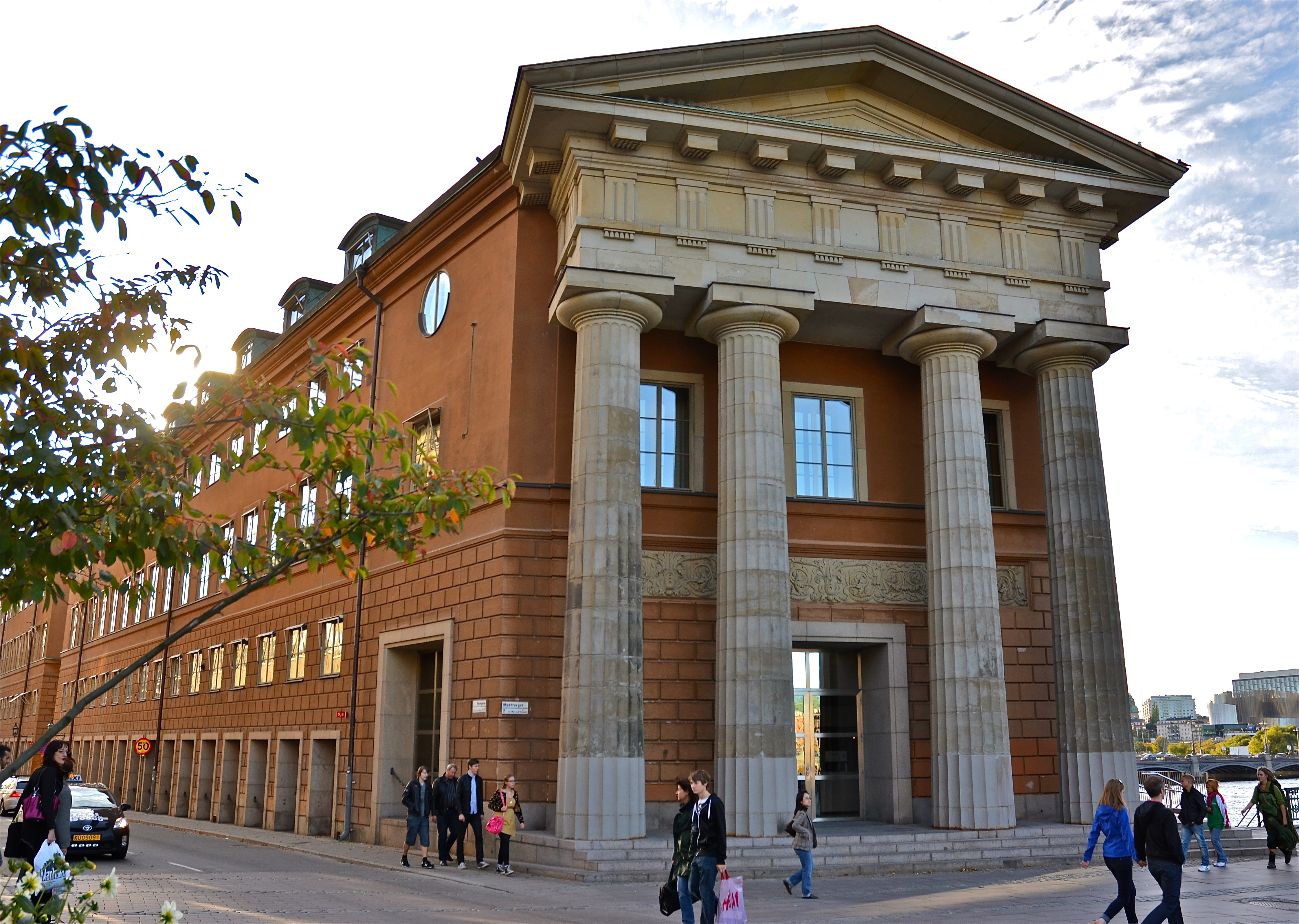
دفاتر پارلمان در چندین ساختمان، از جمله ضرابخانه سلطنتی سابق در میدان مونتتورگ قرار دارند.

تمام ۳۴۹ عضو ریکسداگ در انتخابات عمومی که هر چهار سال یکبار برگزار می‌شود، انتخاب می‌شوند. همه شهروندان سوئدی که تا روز انتخابات ۱۸ سالگی خود را تمام می‌کنند و در مقطعی ساکن ثبت‌شده بوده‌اند، واجد شرایط رای دادن هستند. برای نامزدی در انتخابات، یک نامزد باید واجد شرایط رای دادن باشد و توسط یک حزب سیاسی معرفی شود. حداقل ۴٪ از آرای ملی برای ورود یک حزب به ریکسداگ یا ۱۲٪ یا بیشتر در یک حوزه انتخابیه لازم است. جانشینان هر نماینده در همان زمان هر انتخابات، انتخاب می‌شوند، بنابراین انتخابات میان‌دوره‌ای نادر است. در صورت با برگزاری انتخابات زودهنگام، اعضای تازه انتخاب شده فقط در باقیمانده دوره چهار ساله را خدمت می‌کنند.

### حوزه‌های انتخابیه و تخصیص ملی کرسی‌ها
سیستم انتخاباتی در سوئد تناسبی است. از ۳۴۹ کرسی در ریکسداگ تک‌مجلسی، ۳۱۰ کرسی حوزه انتخابیه ثابت به ۲۹ حوزه انتخابیه چند عضوی در رابطه با تعداد افراد واجد شرایط رای دادن در هر حوزه انتخابیه اختصاص داده می‌شود. ۳۹ کرسی تعدیل باقی‌مانده برای اصلاح انحرافات از توزیع ملی تناسبی که ممکن است هنگام تخصیص کرسی‌های حوزه انتخابیه ثابت ایجاد شود، استفاده می‌شود. محدودیتی در سیستم وجود دارد که به این معنی است که فقط حزبی که حداقل چهار درصد از آرا را در کل کشور به دست آورده است، در توزیع کرسی‌ها شرکت می‌کند. با این حال، حزبی که حداقل دوازده درصد از آرا را در یک حوزه انتخابیه به دست آورده است، در توزیع کرسی‌های حوزه انتخابیه ثابت در آن حوزه انتخابیه شرکت می‌کند.